# Boris Vyšeslavcev
Boris Petrovič Vyšeslavcev (rusky Бори́с Петро́вич Вышесла́вцев; 3. říjnajul./ 15. října 1877greg. v Moskvě – 5. října 1954 v Ženevě) byl ruský filosof, náboženský myslitel a právník.

## Život
Studoval právo u juristy a filozofa P. I. Novgorodceva a pracoval nejprve jako advokát. Pak studoval filozofii u neokantiánů Hermanna Cohena a Paula Natorpa. Obhájil disertační práci o etice Johanna Gottlieba Fichteho. Po návratu do vlasti byl Vyšeslavcev jmenován profesorem filozofie práva na Moskevské univerzitě. V roce 1922 byl spolu s řadou jiných intelektuálů vyvezen z Ruska na takzvané lodi filozofů „Oberbürgermeister Haken”. Když emigroval, stal se pracovníkem ruského oddělení nakladatelství YMCA v Pariži. Pak se odcestoval do Ženevy, kde v roce 1954 zemřel.

## Filozofie
Vedle S. Bulgakova, N. Berďajeva, N. Losského, N. Berďajeva, S. Franka, N. Arseňjeva, I. A. Iljina, L. Karsavina a jiných se Vyšeslavcev řadí mezi ony myslitele, kteří se vydali směrem vytyčeným Vladimirem Solovjovem a snažili se koncipovat křesťanskou filozofii. Vyšeslavcev se zabýval filozofií lásky a rozpracováváním tzv. filozofie srdce. Těmto tématům se věnoval v knihách jako Etika proměněného erota (1932) nebo Srdce člověka v křesťanské a indické mystice (1929).

## České překlady
- Boris Vyšeslavcev: Etika proměněného erota [z ruského originálu Etika preobraženogo Erosa přeložil Alan Černohous], Refugium, 2005.
- VYŠESLAVCEV, Boris. Srdce člověka v křesťanské a indické mystice. In:  Tajemství srdce. 1. vyd. Velehrad: Refugium Velehrad-Roma, 1999. Přeložila z ruštiny Eva Strnadová. ISBN 80-86045-03-X. S. 30–73.